# Rakuten Japan Open Tennis Championships 2015
Rakuten Japan Open Tennis Championships 2015 — тенісний турнір, що проходив на кортах з твердим покриттям у місті Tokyo, Японія з 5 жовтня. Належав до категорії ATP World Tour 500, був турніром серії Japan Open (теніс) 2015 року.

## Фінальна частина

### Одиночний розряд
Стен Вавринка —  Бенуа Пер 6–2, 6–4

### Парний розряд
Равен Класен /  Марсело Мело —  Хуан Себастьян Кабаль /  Роберт Фара 7–6(7–5), 3–6, [10–7]